# Arthur Vierendeel
Jules Arthur Vierendeel (Lovaina, 10 de abril de 1852 - Uccle, 8 de novembro de 1940) foi um engenheiro civil e professor universitário belga.
Graduou-se em engenharia pelas Écoles Spéciales de Génie Civil, des Arts et Manufactures et des Mines da Universidade Católica de Lovaina em 1874. Trabalhou na empresa siderúrgica Ateliers de La Louvière, de 1876 a 1885, ano em que se tornou engenheiro chefe e diretor dos serviços técnicos da província de Flandres Ocidental.
De 1889 a 1935 lecionou nas Écoles Spéciales, onde havia estudado.
Seu trabalho intitulado Cours de stabilité des constructions (1889) foi referência por mais de 50 anos. Vierendeel é conhecido por projetar e patentear uma viga reticulada sem diagonais - a viga Vierendeel..

## Publicações
- L'architecture métallique au XIXe siècle et l'exposition de 1889, à Paris. Bruxelles: Librairie scientifique, industrielle et agricole E. Ramlot, 1890, 99 p.
- La construction architecturale en fonte, fer et acier. Louvain: Uystpruyst, 1902, 879 p.
- Stabilité des Constructions (8 vol.), éd. A. Uystpruyst, Louvain et Paris . 1901-1920
- Esquisse d'une histoire de la technique (2 vol.), éd. Vromant et Cie, 1921